# Vampirella
Vampirella kitalált képregényszereplő, egy Forrest J Ackerman által megalkotott vámpírnő karakter.

## Megjelenések
Amerikában 1969 szeptemberében jelent meg először a Warren Publishing gondozásában a Vampirella #1 képregény egyik szereplőjeként, nyolc számon keresztül mellékszereplőként, majd 1970 novemberétől mint főszereplő. A Warren kiadó 1983-ig, a 112. számig adta ki a képregényt. A kiadó csődje után nem sokkal a Harris Publications vette meg a kiadási jogokat 1983 augusztusában. A Harris több sorozat és minisorozat formájában jelentette meg a karaktert 1991 és 2007 között. Kiadták a 113. számot is 1988-ban, mely egyetlen szám erejéig az eredeti sorozat folytatása volt.
2007 januárjában a Fangoria Weekend of Horrors rendezvényen Scott Licina, a Fangoria Comics főszerkesztője bejelentette, hogy cége megszerezte a kiadási jogokat a Harris-től. Azonban 2007. április 30-án a Harris szerkesztője, Bon Alimagno megcáfolta ezt. A kiadó Harris akkor Vampirella Quarterly címen jelentette meg a képregényt, melyből kilenc szám jelent meg negyedéves kiadásban. Végül 2010. március 17-én a Dynamite Entertainment jelentette be, hogy megszerezte a jogokat a Harris Comics-tól.
Magyarországon 1990-ben a Vampi magazinban jelent meg a szereplő először néhány oldalon, önálló kiadvány formájában az első részt 2010 decemberében jelentette meg a Kingpin kiadó a Vampirella: Vérszomj című képregénykönyvében.

## Jellemzői
Vampirella egy „jó” vámpír, mert harapásától az emberek nem változnak vámpírrá. A szereplő a történetek során arra törekszik, hogy a rossz vámpíroktól megszabadítsa a világot. Az eredeti ötlet szerint Vampirella nem a Földről, hanem egy Drakulon nevű bolygóról származik, ahol vérfolyók táplálták a Vampiri fajt, mely a folyók kiszáradása miatt a kihalás szélére jutott. Vampirella egy eltéved űrhajó egyedüli túlélőként jutott el a Földre.
Ezt a történetet a kiadványok során megváltoztatták, a jelenlegi megjelenésekben Vampirella Lilithnek, Ádám állítólagos első feleségének és egy démonnak a lánya.

## Film
1996-ban a képregény alapján Vampirella címen elkészült egy csak videókazettán kiadott film. Rendezője Jim Wynorski, főszereplői Talisa Soto, Roger Daltrey, Richard Joseph Paul és Corinna Harney.

## Fordítás
- Ez a szócikk részben vagy egészben  a   Vampirella című angol Wikipédia-szócikk ezen változatának fordításán alapul.  Az eredeti cikk szerkesztőit annak laptörténete sorolja fel. Ez a jelzés csupán a megfogalmazás eredetét és a szerzői jogokat jelzi, nem szolgál a cikkben szereplő információk forrásmegjelöléseként.

## Külső hivatkozások
- Hivatalos weboldal
- Grand Comics Database